# ピエトロ・チマーラ
ピエトロ・チマーラ（伊語：Pietro Cimara、1887年 - 1967年）は、イタリアの作曲家。ピアニスト。指揮者。

## 経歴
ローマのサンタチェリーリア音楽院でオットリーノ・レスピーギに作曲を学び、1916年にローマのコンスタンツィ劇場で指揮者としてデビューを果たす。その後は、イタリア各地の劇場で活躍した。
1927年から1958年の約30年間はニューヨークのメトロポリタン劇場で活躍。メトロポリタンでは本番よりも副指揮者を務めることの方が多かった。指揮者としてのメトロポリタンでのデビューは1932年3月、ガエターノ・ドニゼッティのオペラ『ランメルモールのルチア』によってであった。
また、特別演奏会や学生による演奏会による演奏会を積極的に指揮した。このようなことから生前は作曲家としてよりも、指導者として評価されていたと考えられる。現在では、弦楽四重奏曲が2曲、そして20曲以上の歌曲が知られている。
彼の生涯については、あまり詳しく伝えられていない。

## 作品
歌曲
- 雪は降る Fiocca la neve / 詩：ジョヴァンニ・パスコリ
- 五つの叙情歌 第1集
  - 郷愁 Nostalgia / 詩：ハインリヒ・ハイネ
  - 朝の歌 Mattinata / 詩：アルナルド・フラテイリ
- 海の歌 Stornellata marinara

等